# Blaasgieten
Blaasgieten (of Blaasvormen) is een vormgevingstechniek voor thermoplasten. Het is een techniek die veel gebruikt wordt voor het vormen van flessen. Er zijn drie methoden om te blaasgieten; extrusieblaasgieten, injectieblaasgieten en strekblaasgieten.
Extrusieblaasgieten bestaat uit vier stadia:
1. Een extruder verwarmt de thermoplast totdat deze smelt. De extruder vormt een slangsegment (parison) van de gesmolten thermoplast.
2. Het slangsegment komt in een matrijs die gekoeld of verwarmd kan; dit is afhankelijk van de productiemethode. Het slangsegment wordt vastgeklemd in de spuitmond.
3. De spuitmond blaast lucht of gas in het slangsegment. Op deze manier wordt de parison geblazen naar de vorm van de matrijs.
4. Het product wordt afgekoeld en kan uit de matrijs worden verwijderd. In de tussentijd heeft de extruder een nieuw slangsegment aangemaakt dat gevormd kan worden.

Injectieblaasgieten bestaat uit vier stadia:
1. Een extruder verwarmt de thermoplast totdat deze smelt. Vervolgens perst de extruder de thermoplast in een matrijs zodat de parison wordt gevormd. Dit is hetzelfde als spuitgieten.
2. Het slangsegment komt in een mal en wordt vastgehouden aan de spuitmond.
3. Het slangsegment wordt opgeblazen met behulp van lucht of gas. Op deze manier wordt het slangsegment tegen de wanden van de mal geblazen en gevormd.
4. Het product wordt afgekoeld en kan uit de matrijs worden verwijderd. In de tussentijd heeft de extruder al een nieuwe parison gespuitgiet.

Strekblazen bestaat uit vijf stadia:
1. Een extruder vormt een slangsegment door de thermoplast te verwarmen.
2. Het slangsegment wordt geplaatst in de matrijs.
3. Het slangsegment wordt gestrekt in 1 of 2 richtingen.
4. De gestrekte parison wordt tegen de wanden van de matrijs geblazen.
5. Het product wordt afgekoeld en kan vervolgens worden verwijderd. In de tussentijd is er een nieuw slangsegment gevormd.